# Departament General Manuel Belgrano
General Manuel Belgrano és un dels disset departaments en els quals es divideix la província de Misiones. És el departament més oriental del territori continental de la República Argentina. La seva capital és la ciutat de Bernadro de Irigoyen.

## Toponímia
El seu epònim és el polític i militar de les Províncies Unides del Riu de la Plata, el general Manuel Belgrano.

## Superfície i límits
Té una extensió de 3275 quilòmetres quadrats (11,2% del total de la província) i limita al nord i est amb l'estat de Paraná (República Federativa del Brasil), a l'oest amb els departaments d'Iguazú i Eldorado i al sud amb el departament de San Pedro.

## Població
Segons el Cens Nacional de Població de 2010 vivien en el departament 42.929 persones. Aquesta xifra el situa com al 10è departament més poblat de la província. El 2001, la població era de 33.488 habitants.
La població és dorigen brasiler, europeu i indígena. La immigració que va provenir del Brasil va ser majorment lusitano-brasilera o criolla brasilera, contrastant amb la immigració brasilera d'orígens europeus que es dóna en altres departaments de la província de Misiones.